# ويليام مورتيمر
ويليام مورتيمر كلارنس دينهام (الإنجليزية: William Mortimer Clarence Denham؛ أغسطس 1888 – 21 سبتمبر 1969) كان سياسيًا نيوزيلنديًا ينتمي إلى حزب العمال النيوزيلندي، وعضوًا في برلمان نيوزيلندا عن دائرة إنفيركارجيل بين عامي 1935 و1946.

## الحياة المبكرة
وُلِد دينهام في دنيدن عام 1888، وتلقى تعليمه في المدارس المحلية قبل أن يعمل في مجال التجارة. انتقل لاحقًا إلى إنفيركارجيل حيث شارك في أنشطة المجتمع المحلي، ما أكسبه سمعة جيدة ساعدته في دخول الحياة السياسية.

## المسيرة السياسية
دخل دينهام البرلمان لأول مرة في الانتخابات العامة لعام 1935 ممثلًا عن حزب العمال النيوزيلندي، في فترة شهدت إصلاحات اجتماعية واقتصادية واسعة. خلال فترة ولايته، دعم التشريعات التي هدفت إلى تحسين ظروف العمل، وتوسيع شبكة الضمان الاجتماعي، وتطوير البنية التحتية في المناطق النائية.

## التأثير على سياسات حزب العمال
خلال فترة الثلاثينيات، كان دينهام من بين النواب الذين ساهموا في ترسيخ سياسات حزب العمال النيوزيلندي القائمة على العدالة الاجتماعية والمساواة الاقتصادية. دعم بقوة برامج الإسكان الحكومي التي هدفت إلى توفير منازل بأسعار مناسبة للطبقة العاملة، كما أيّد إدخال إصلاحات في نظام الرعاية الصحية لتوسيع الخدمات الطبية المجانية أو منخفضة التكلفة. ساعدت مداخلاته البرلمانية ومشاركته في اللجان التشريعية على دفع الحزب نحو تبني سياسات طويلة الأمد لتحسين مستوى المعيشة وتقليل معدلات البطالة.

## الحياة اللاحقة
بعد خروجه من البرلمان في انتخابات 1946، واصل دينهام العمل في مجالات تجارية وخيرية محلية، وشارك في دعم مشاريع تنموية في إنفيركارجيل حتى وفاته في 21 سبتمبر 1969.